# Francis William Davenport
Francis William Davenport (Wilderslowe, prop de Derby 9 d'abril, 1847 - Scarborough (North Yorkshire), 1 d'abril, 1925), va ser un músic i compositor anglès. El 1879 va ser nomenat professor, a la Reial Acadèmia de Música. Després, el 1882, esdevingué professor a la Guildhall School of Music and Drama.

## Biografia
Davenport va llegir dret a la "University College d'Oxford". No obstant això, va decidir fer una carrera musical, estudiant amb George Alexander Macfarren. El 1873 es va casar amb la filla de Macfarren, Clarina Thalia Macfarren (23 de març de 1848-10 de juliol de 1934). Van tenir diversos fills; el fill Robert, escriptor i il·lustrador de contes infantils i lletrista de cançons populars, va ser pare del crític John Davenport.
Mentre ensenyava a la Royal Academy of Music, va tenir com alumna d'harmonia i contrapunt a Alicia Adélaide Needham, la mare de Joseph Needham. Altres alumnes van ser Ethel Mary Boyce, Percy Buck, Arthur Hinton, Amy Elsie Horrocks, Chester Edward Ide, Colin McAlpin, Percy Hilder Miles i Ellen Riley Wright.
La seva filla, originalment Gertrude Mary Davenport, es va casar amb Eden Paul, amb qui va publicar moltes obres sota el nom de Cedar Paul. El seu nebot, Christopher Wilson, era compositor, director d'orquestra i director musical per al teatre.

## Obres
- Symphony in D minor: va guanyar el Concurs Simfònic del Palau de Cristall a 1876.[7]
- Symphony No 2 in C major.
- Twelfth Night, obertura per a orquestra
- Prelude and Fugue per a orquestra
- Piano Trio
- Six Pieces per a piano i violoncel
- Pictures on a Journey, suite per a piano
- Moltes parts i cançons

## Publicacions
- Elements de música (1884)
- Elements d'harmonia i contrapunt (1886)
- Guia per a estudiants de piano (amb Percy Baker) (1891)